# Joachim Plötner
Joachim Plötner (* 13. Mai 1934 in Hermsdorf; † 7. September 1975 in Potsdam-Babelsberg) war ein deutscher Dramaturg, Kritiker und Autor.

## Leben
Der 1934 in Hermsdorf geborene Joachim Plötner wuchs in seinem Geburtsort auf und besuchte dort von 1942 bis 1948 die Volksschule, die 1949 in Friedensschule umbenannt wurde. Die Oberschule in Stadtroda schloss er mit dem Abitur ab und studierte anschließend Germanistik an der Friedrich-Schiller-Universität Jena. Er arbeitete hauptsächlich als Dramaturg für die DEFA.
Joachim Plötner verstarb 1975 im Alter von 41 Jahren in Potsdam-Babelsberg. Er war verheiratet und hatte einen Sohn.

## Filmografie
(DB = Drehbuch; D = Dramaturgie; SZ = Szenarium; V = Vorlage)
- 1959: Im Sonderauftrag (D)
- 1960: Der neue Fimmel (D)
- 1962: Das verhexte Fischerdorf (D)
- 1963: Geheimnis der 17 (D)
- 1964: Schwarzer Samt (D)
- 1964: Als Martin vierzehn war (D)
- 1967: Die Fahne von Kriwoj Rog (D)
- 1972: Leichensache Zernik (DB)
- 1975: Polizeiruf 110: Die Rechnung geht nicht auf (DB, Fernsehreihe)